# Міралем Сулеймані
Міралем Сулеймані (серб. Miralem Sulejmani / Миралем Сулејмани, нар. 5 грудня 1988, Белград) — сербський футболіст, фланговий півзахисник та нападник. Виступав зокрема за «Аякс» та «Бенфіка», а також у складі національної збірної Сербії.

## Клубна кар'єра
У дорослому футболі дебютував 2005 року виступами за команду клубу «Партизан», в якій провів лише одну гру чемпіонату.
Привернув увагу представників тренерського штабу клубу «Геренвен», до складу якого приєднався 2006 року. Відіграв за команду з Геренвена наступні два сезони своєї ігрової кар'єри. У складі «Геренвена» був одним з головних бомбардирів команди, маючи середню результативність на рівні 0,41 голу за гру першості.

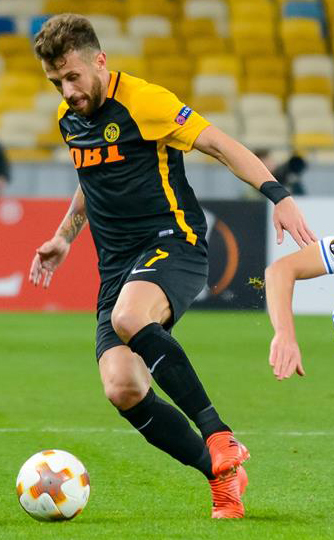
Міралем Сулеймані під час виступів за «Янг Бойз». 2017 рік.

До складу клубу «Аякс» приєднався 2008 року. Наразі встиг відіграти за команду з Амстердама понад 100 матчів в національному чемпіонаті. За цей час виборов три чемпіонства та один титул володаря Кубка Нідерландів. У сезоні 2012/13 втратив постійне місце в основі. У підсумку по закінченні дії контракту з амстердамцями, влітку 2013 року, Міралем на правах вільного агента перейшов в португальську «Бенфіку», у складі якої в першому ж сезоні виграв усі внутрішні трофеї — чемпіонат, кубок, кубок ліги та суперкубок, а також дійшов до фіналу Ліги Європи, де команда поступилась іспанській «Севільї» лише в серії пенальті.
9 червня 2015 року «Бенфіка» оголосила, що Сулеймані приєднався до швейцарського клубу «Янг Бойз». Він був частиною команди «Янг Бойз», яка виграла Суперлігу Швейцарії в сезоні 2017/18, що стало їх першим чемпіонським титулом за 32 роки. Згодом він ще тричі допоміг команді виграти чемпіонат і один раз кубок, після чого влітку 2022 року завершив ігрову кар'єру.

## Виступи за збірні
Сулеймані був учасником юнацького (U-19) чемпіонату Європи 2007 року, який проходив в Австрії. На турнірі його збірна не змогла вийти з групи, посівши третє місце, а Міралем на чемпіонаті відзначився одним голом у грі проти Франції (2:5).
Протягом 2007–2010 років залучався до молодіжної збірної Сербії. У її складі був участь у молодіжному чемпіонаті Європи 2009 року в Швеції, де серби не вийшли з групи. Всього на молодіжному рівні зіграв у 19 офіційних матчах, забив 6 голів.
У 2008 році дебютував в офіційних матчах у складі національної збірної Сербії. Всього провів у формі головної команди країни 20 матчів і забив один м'яч — 11 вересня 2012 року у ворота збірної Уельсу (6:1) у відбірковому матчі до чемпіонату світу 2014 року.

## Титули і досягнення

### Командні
- Чемпіон Нідерландів (3):

«Аякс»: 2010-11, 2011-12, 2012-13
- Володар Кубка Нідерландів (1):

«Аякс»: 2009-10
- Чемпіон Португалії (2):

«Бенфіка»: 2013-14, 2014-15
- Володар Кубка Португалії (1):

«Бенфіка»: 2013-14
- Володар Кубка португальської ліги (2):

«Бенфіка»: 2013-14, 2014-15
- Володар Суперкубка Португалії (1):

«Бенфіка»: 2014
- Чемпіон Швейцарії (2):

«Янг Бойз»: 2017-18, 2018-19, 2019-20, 2020-21
- Володар Кубка Швейцарії (1):

«Янг Бойз»: 2019-20

### Індивідуальні
- Талант року в чемпіонаті Нідерландів: 2008

## Особисте життя
Батько Сулеймані Міляїм — етнічний горанець, чия родина переїхала з Гори на півдні Косово до Белграду в 1948 році. Його батько також грав у футбол за ОФК «Белград» і ГСП «Полет». Мати Міралема, Сільвія, сербка, народилася в Загребі.
У 2010 році він зустрів свою дівчину Весну Мушович, яка у жовтні 2011 року йому народила сина.